# Монгловский, Юрий Викторович
Ю́рий Ви́кторович Монгло́вский (27 февраля 1920 — 23 июня 1982) — советский оператор и режиссёр документального кино. Лауреат трёх Сталинских премий второй степени (1946, 1949, 1951), заслуженный деятель искусств РСФСР (1969).

## Биография
Родился 27 февраля 1920 года в Пятигорске. Окончил операторский факультет ВГИКа в 1943 году, но ещё в институте приступил к работе на Центральной студии кинохроники в Москве.
 В мае 1942 года был призван в РККА, исполнял обязанности ассистента, затем оператора в киногруппах Брянского, 2-го Прибалтийского, 2-го Украинского фронтов, сперва воентехником 2 ранга, затем ст. техником-лейтенантом.
По окончании ВОВ вернулся на Центральную студию документальных фильмов (ЦСДФ). Член ВКП(б) с 1946 года.
 C 1953 по 1957 год работал представителем «Совэкспортфильма» в Италии.
 Автор сюжетов для киножурналов, в том числе «Альманаха кинопутешествий», написал сценарии к некоторым своим фильмам.
Скончался 23 июня 1982 года. Похоронен на Ваганьковском кладбище (20 уч.).

### Семья
Жена — Монгловская (Смирнова) Галина Сергеевна (1919—1998), кинооператор, фронтовой оператор.

## Операторские работы
- 1943 — Орловская битва (совм. с группой операторов)
- 1944 — Битва за Прибалтику (совм. с группой операторов)
- 1944 — Восьмой удар (совм. с группой операторов)
- 1945 — Освобожденная Чехословакия (совм. с группой операторов)
- 1945 — Парад Победы (совм. с группой операторов)
- 1945 — Физкультурный парад 1945 года
- 1946 — Венгрия
- 1946 — День авиации (совм. с группой операторов)
- 1946 — Международный шахматный матч СССР — США (совм. с И. Беляковым)
- 1946 — Народные таланты (совм. с Семёновым, А. Щекутьевым)[6]
- 1946 — Судебный процесс Семёнова (совм. с группой операторов)
- 1947 — День победившей страны (совм. с группой операторов)
- 1947 — Москва — столица СССР (совм. с группой операторов)
- 1947 — Слава Москве (совм. с группой операторов)
- 1948 — Новая Албания (совм. с Р. Халушаковым)
- 1949 — 25-летний юбилей театра им. Моссовета (совм. с Б. Шером)
- 1949 — За высокий урожай (совм. с группой операторов)
- 1949 — Новая Чехословакия
- 1949 — Пребывание албанской делегации в СССР (совм. с группой операторов)
- 1949 — Спортивная слава (совм. с группой операторов)
- 1950 — Под знаменем мира (совм. с группой операторов)
- 1950 — Северная Осетия (совм. с И. Кизеловым)
- 1951 — 1-е Мая 1951 года (совм. с группой операторов)
- 1951 — Мы за мир (совм. с группой операторов)
- 1951 — Юбилей Большого театра (совм. с группой операторов)
- 1952 — 150-летие со дня рождения В. Гюго (совм. с группой операторов)
- 1952 — Дело мира победит
- 1952 — День воздушного флота СССР (совм. с группой операторов)
- 1952 — Открытие кинофестиваля кинофильмов ГДР в Москве (совм. с И. Беляковым)
- 1952 — Спортивный праздник молодёжи (совм. с группой операторов)
- 1953 — Голос народов мира (совм. с группой операторов)
- 1957 — Свет Октября
- 1958 — Брюссель 1958 года (совм. с группой операторов)
- 1958 — Великий фламандец (совм. с И. Бессарабовым)
- 1958 — Национальные дни СССР на всемирной выставке в Брюсселе (совм. с И. Бессарабовым)
- 1958 — Рассказ о строительстве Всемирной выставки в Брюсселе (совм. с Д. Каспием)
- 1959 — Хоккей СССР (совм. с С. Киселёвым)
- 1960 — В сердце Европы (совм. с Г. Монгловской, Ю. Буслаевым)
- 1960 — Дар американского художника (совм. с Г. Монгловской)
- 1960 — Мастера дагестанского искусства в Москве (совм. с А. Хавчиным)
- 1960 — Пять колец над Римом (совм. с группой операторов)
- 1961 — Выставка в Париже (совм. с О. Рейзман)
- 1961 — Первый рейс к звёздам (совм. с группой операторов)
- 1961 — Посланцы братской Кореи (совм. с группой операторов)
- 1961 — Флаг Спартакиады (совм. с С. Киселёвым, Л. Михайловым)[7]
- 1961 — Я и ты (совм. с группой операторов)
- 1962 — Бразилия строится (совм. с М. Ошурковым)
- 1962 — В далёком Чили (совм. с М. Ошурковым)
- 1962 — Голос пяти континентов
- 1962 — Рассказ о золотой богине (совм. с М. Ошурковым)
- 1962 — Советская выставка в Рио-де-Жанейро (совм. с М. Ошурковым)
- 1963 — Встречи в Италии
- 1963 — На старте миллионы (совм. с группой операторов)
- 1963 — Парламентарии Турции (совм. с П. Опрышко, И. Сокольниковым)
- 1963 — Петровка, 38
- 1963 — Пусть всегда будет солнце (совм. с группой операторов)
- 1963 — СССР и Финляндия — добрые друзья (совм. с В. Ходяковым)
- 1963 — Турнир богатырей (совм. с Л. Михайловым)
- 1964 — Здравствуй, Первомай! Спецвыпуск (совм. с А. Воронцовым)
- 1964 — Корабль особого назначения (совм. с Е. Аккуратовым)
- 1964 — Н. С. Хрущёв в Дании (совм. с В. Трошкин)
- 1964 — Н. С. Хрущёв в Норвегии (совм. с В. Трошкин)
- 1964 — Н. С. Хрущев в Швеции (совм. с В. Трошкин)
- 1965 — 48-й Октябрь (совм. с группой операторов)
- 1965 — Визит Премьер-министра Дании в СССР (совм. с П. Опрышко)
- 1965 — Президент Индии в СССР (совм. с А. Савиным)
- 1965 — Сердечные встречи на советской земле (совм. с Г. Серовым)
- 1965 — Советско-Бирманской дружбе крепнуть! (совм. с М. Ошурковым)[8]
- 1966 — Высокий гость из Алжира в Москве (совм. с Л. Максимовым)
- 1966 — Мы и солнце
- 1966 — Япония лето 1966… Путевые заметки
- 1967 — Архитектура ЭКСПО — 67 (совм. с В. Ходяковым)
- 1967 — Визит Н. В. Подгорного в Италию (совм. с М. Ошурковым)
- 1967 — Мы на ЭКСПО — 67 (совм. с В. Ходяковым)
- 1967 — Насер в СССР
- 1967 — Президент Пакистана в СССР (совм. с Л. Михайловым)
- 1967 — Репортаж с Японских островов
- 1968 — Визит А. Н. Косыгина в Индию (совм. с В. Ходяковым)
- 1968 — Мелодии на льду (совм. с Е. Аккуратовым, В. Ходяковым)
- 1968 — Мы молодая гвардия (совм. с группой операторов)
- 1968 — Народы мира с Вьетнамом (совм. с А. Хавчиным, В. Ходяковым)
- 1968 — Президент ОАР в Москве (совм. с В. Ходяковым)
- 1970 — Око тайфуна (совм. с В. Ходяковым)
- 1972 — Чили — в борьбе, труде и надеждах (совм. с В. Ходяковым)

## Режиссёрские работы
- 1964 — Корабль особого назначения (также сценарий — совм. с А. Аджубей, Е. Аккуратовым, В. Маевским, К. Непомнящим, В. Трушиным)[9]
- 1966 — Земля их отцов
- 1966 — Япония лето 1966… Путевые заметки
- 1970 — Око тайфуна
- 1971 — Путь Америки[10]
- 1972 — На празднике чилийских коммунистов (совм. с Е. Вермишевой)
- 1972 — Наш друг Анджела
- 1972 — Тайна острава Пасхи
- 1972 — Чили — в борьбе, труде и надеждах (также сценарий — совм. с О. Игнатьевым, И. Рыбалкиным)[11]

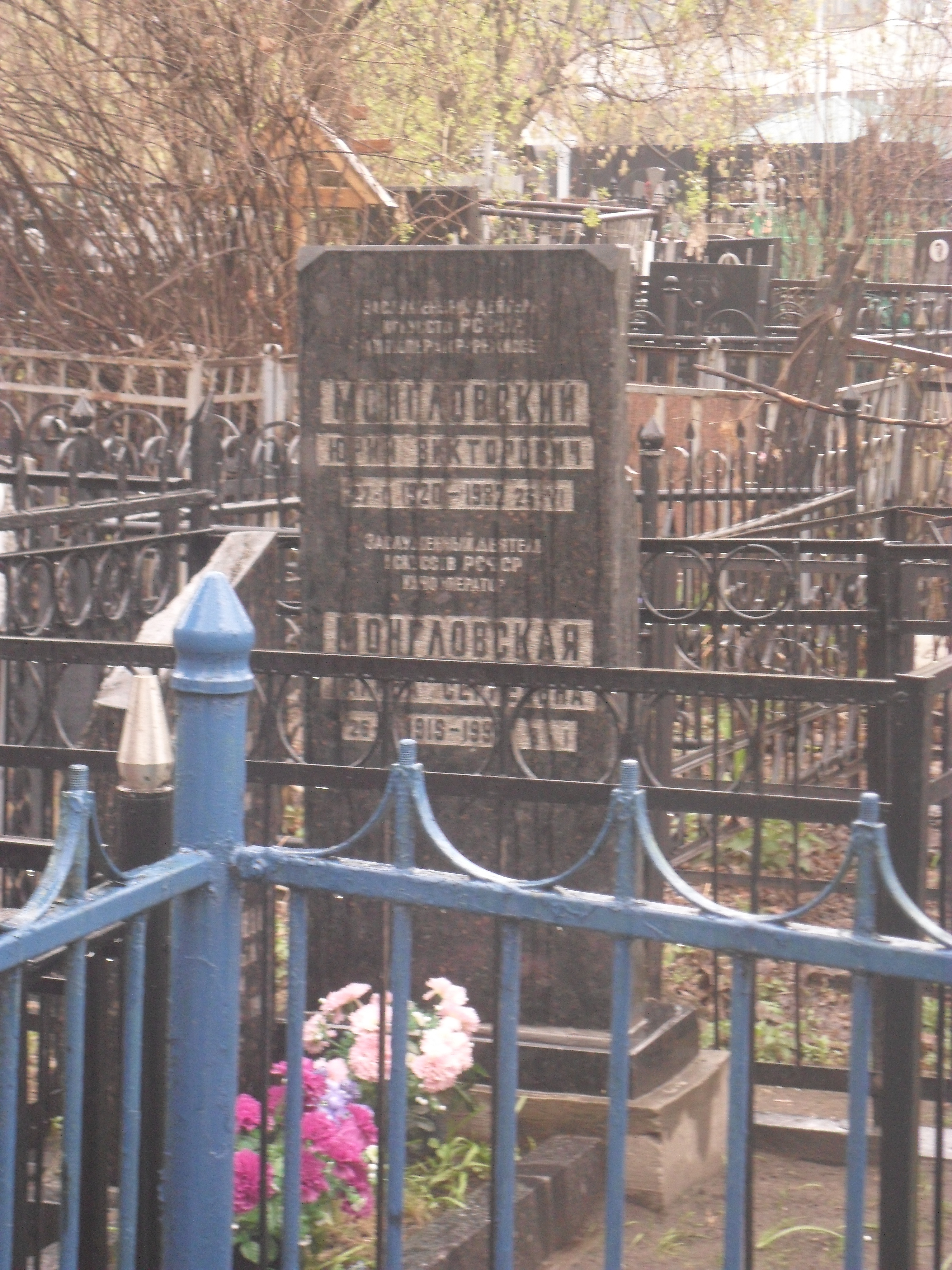
Могила Ю. Монгловского
на Ваганьковском кладбище Москвы

- 1973 — Визит Л. И. Брежнева в ФРГ
- 1973 — Дружеский визит Л. И. Брежнева в ГДР
- 1973 — Дружеский визит Л. И. Брежнева в Польшу
- 1973 — За выдающийся вклад в дело мира
- 1973 — Президент Чили в Советском Союз
- 1974 — Добро пожаловать! — говорит Куба
- 1974 — СССР — США: диалог во имя мира
- 1974 — Добро пожаловать! — говорит Куба
- 1976 — Коммунисты Португалии (также сценарий)
- 1977 — Кубинский репортаж
- 1977 — Ленин на итальянской площади
- 1977 — Новая Конституция Родины принята
- 1978 — Основной закон великой страны (также сценарий)
- 1978 — Товарищ Сэн Катаяма

## Награды и премии
- Медаль «За боевые заслуги» (21.2.1943)[12]
- Орден Красной Звезды (15.10.1944)[13]
- Сталинская премия второй степени (1946) — за фильм «Физкультурный парад 1945 года» (1945)
- Сталинская премия второй степени (1949) — за фильм «Новая Албания» (1948)[14]
- Орден Белого льва IV степени (21.07.1950, ЧССР)[15]
- Сталинская премия второй степени (1951) — за цветную кинокартину «Новая Чехословакия» (1949)[1]
- премия Вкф (1958) — за фильм «Брюссель 1958 года» (1958)
- Заслуженный деятель искусств РСФСР (1969)[2]